# Slovan Ústečtí Lvi
HC Slovan Ústí nad Labem (celým názvem: Hockey Club Slovan Ústí nad Labem)  je český klub ledního hokeje, který sídlí v Ústí nad Labem ve stejnojmenném kraji. Založen byl v roce 1963 po zániku původního městského klubu TJ Chemička. Svůj současný název nese od roku 2014. Od sezóny 2022-23 působí v 2.lize, třetí české nejvyšší soutěži ledního hokeje. Klubové barvy jsou žlutá, modrá a bílá.
Své domácí zápasy odehrává na zimním stadionu Ústí nad Labem s kapacitou 6 500 diváků.

## Historie
V roce 1963 pod novým názvem "SLOVAN NV" a s novým vedením hrál ústecký klub další kolo krajského přeboru. Do funkce předsedy klubu byl jmenován JUDr. Oldřich Rejna, který v této pozici strávil příštích 23 let. Sezóna to byla úspěšná – na jejím konci porazil Slovan svého velkého konkurenta, VTŽ Chomutov, a vyhrál celý přebor. Kvalifikace o postup do II. ligy však již byla nad jeho síly, kdy ze čtyř utkání dokázal zvítězit v jediném – doma proti Chotěboři 7:2.
V sezoně 2002/2003 byl klub přejmenován na HC Slovan Ústečtí Lvi. V sezoně 2006/2007 podruhé za sebou vyhrál 1. hokejovou ligu. Vzhledem k tomu, že v této sezoně odpadla baráž, postoupil klub poprvé ve své historii do extraligy. V té však skončil na posledním místě a po prohře v baráži s BK Mladá Boleslav následoval opět pád do 1. ligy. Rok poté po vítězství v 1. lize prohrál opět s Mladou Boleslaví. I další rok se pokusil o hru v baráži, ale podlehl KLH Chomutovu ve finále 4:3 na zápasy. V sezoně 2010/2011 rozmetal Chomutov 4:0 na zápasy a byl po dvou letech opět v baráži s nejméně oblíbeným týmem BK Mladá Boleslav. V prvním zápase Lvi zvítězili 4:0 na ledě Boleslavi, pak ale 3x podlehli (1x venku, 2x doma), nutné říct, že v obou domácích duelech měli velikou smůlu. Sérii se jim však vítězstvím v Boleslavi a následně doma povedlo dotáhnout do sedmého duelu, který však prohráli poměrem 1:4, a proto se extraligy ve městě Ústí nad Labem ani v sezoně 2011/2012 nedočkali.
Po skončení sezóny 2013/2014 se po odstoupení manažera Evana dostalo na veřejnost, že klub po letech špatného hospodaření dluží přes 30 milionů korun. Slovan dlužil výplaty nejen současným, ale i bývalým hráčům klubu. O osudu klubu měla rozhodnout až valná hromada 29. dubna. 19. června 2014 změnil klub název na HC Slovan Ústí nad Labem, taktéž představil nové logo klubu.
V roce 2022 HC Slovan Ústí nad Labem prohrál se Draci Pars Šumperk a sestoupil do druhé ligy.
V průběhu sezony 2023/2024 klub převzal podnikatel Michael Agateljan, který má za cíl ekonomickou stabilitu klubu a netají se ambicemi o návratu do první ligy. Zároveň učinil krok, v rámci kterého se A tým pod jeho vedením vrátil ke staronové značce HC Slovan Ústečtí lvi. Mládežnický subjekt pod vedením Vladimíra Evana se nadále bude prezentovat pod svým současným názvem HC Slovan Ústí nad Labem. Michael Agateljan navázal bližší spolupráci s městem a předvedl návrh na stavbu druhé ledové plochy. Bylo v plánu založit B-tým, ale k tomu nedošlo.
18. dubna 2024 klub pod subjektem HC SLOVAN ÚSTEČTÍ LVI a.s. převzal subjekt Slovan Ústečtí Lvi, z.s.. Název klubu zůstal nezměněn. Předsedou spolku je Lukáš Vobecký, místopředsedou Miroslav Kanis a členem Pavel Šíma. Tímto klub ztratil veškeré spolupráce jako např. s německým klubem Straubing Tigers a veškeré do té doby podepsané hráče např. Artyom Anosov. 29. dubna 2024 proběhla valná hromada spolku HC Slovan Ústí nad Labem, který vlastnil práva na 2. ligu. Ústecký Slovan oficiálně nepožádal a nepředložil a potřebné a hlavně splněné parametry k provozování seniorského hokeje. Dle stanov a řádů ČSLH nezařadil Ústecký Slovan do soutěže 2. ligy. Z těchto závažných důvodů se rozhodla Valná hromada předat licenci na druhou ligu v několika sezonách provozovat pod názvem Slovan Ústečtí Lvi, který splňuje parametry dle Stanov a řádů ČSLH. 
Do sezony 2024/25 vstoupil Slovan bez hlavního trenéra, tuto funkci dočasně zastával sportovní ředitel klubu Miroslav Kanis. Po sedmém kole, 14. října 2024 oznámil klub příchod nového trenéra Petra Rosola, Miroslav Kanis bude nadále pracovat jako sportovní ředitel klubu.

## Historické názvy
Zdroj: 
- 1963 – TJ Slovan NV Ústí nad Labem (Tělovýchovná jednota Slovan Národní výbory Ústí nad Labem)
- 1993 – HC Slovan Ústí nad Labem (Hockey Club Slovan Ústí nad Labem)
- 2002 – HC Slovan Ústečtí Lvi (Hockey Club Slovan Ústečtí Lvi)
- 2014 – HC Slovan Ústí nad Labem (Hockey Club Slovan Ústí nad Labem)
- 2023 – Ústecký Slovan
- 2024 – Slovan Ústečtí Lvi
- 2025 – HC Slovan Ústí nad Labem (Hockey Club Slovan Ústí nad Labem)

## Statistiky

### Přehled ligové účasti
Stručný přehled
Zdroj: 
- 1965–1966: Severočeský krajský přebor (3. ligová úroveň v Československu)
- 1966–1969: 2. liga – sk. A (2. ligová úroveň v Československu)
- 1969–1972: 1. ČNHL – sk. A (2. ligová úroveň v Československu)
- 1972–1973: 1. ČNHL – sk. B (2. ligová úroveň v Československu)
- 1973–1979: 1. ČNHL (2. ligová úroveň v Československu)
- 1979–1983: 1. ČNHL – sk. A (2. ligová úroveň v Československu)
- 1983–1988: 1. ČNHL (2. ligová úroveň v Československu)
- 1988–1991: 2. ČNHL – sk. B (3. ligová úroveň v Československu)
- 1991–1992: 2. ČNHL – sk. A (3. ligová úroveň v Československu)
- 1992–1993: 2. ČNHL – sk. C (3. ligová úroveň v Československu)
- 1993–1997: 1. liga (2. ligová úroveň v České republice)
- 1997–2000: 2. liga – sk. Západ (3. ligová úroveň v České republice)
- 2000–2007: 1. liga (2. ligová úroveň v České republice)
- 2007–2008: Extraliga (1. ligová úroveň v České republice)
- 2008–2022: 1. liga (2. ligová úroveň v České republice)
- 2022–: 2. liga (3. ligová úroveň v České republice)

Jednotlivé ročníky
Zdroj: 
Legenda: červené podbarvení – sestup, zelené podbarvení – postup, fialové podbarvení – reorganizace, změna skupiny či soutěže
| Československo (1965 – 1993) |                     |        |    |     |                                                                 |          |                |
| Ročník                       | Soutěž              | Úroveň | PK | ZČ  | Play-off                                                        | Cel. um. | Pozn.          |
| 1965/1966                    | Krajský přebor      | 3.     | ?  | 1.  |                                                                 | 1.       | Postup         |
| 1966/1967                    | 2. liga – sk. A     | 2.     | 8  | 5.  |                                                                 | 5.       |                |
| 1967/1968                    | 2. liga – sk. A     | 2.     | 8  | 7.  |                                                                 | 7.       |                |
| 1968/1969                    | 2. liga – sk. A     | 2.     | 16 | 6.  |                                                                 | 6.       |                |
| 1969/1970                    | 1. ČNHL – sk. A     | 2.     | 16 | 14. |                                                                 | 14.      |                |
| 1970/1971                    | 1. ČNHL – sk. A     | 2.     | 16 | 7.  |                                                                 | 7.       |                |
| 1971/1972                    | 1. ČNHL – sk. A     | 2.     | 16 | 11. |                                                                 | 11.      |                |
| 1972/1973                    | 1. ČNHL – sk. B     | 2.     | 16 | 8.  |                                                                 | 8.       | Kvalifikace    |
| 1973/1974                    | 1. ČNHL             | 2.     | 12 | 5.  |                                                                 | 5.       |                |
| 1974/1975                    | 1. ČNHL             | 2.     | 12 | 3.  |                                                                 | 3.       |                |
| 1975/1976                    | 1. ČNHL             | 2.     | 12 | 5.  |                                                                 | 5.       |                |
| 1976/1977                    | 1. ČNHL             | 2.     | 12 | 7.  |                                                                 | 7.       |                |
| 1977/1978                    | 1. ČNHL             | 2.     | 12 | 5.  |                                                                 | 5.       |                |
| 1978/1979                    | 1. ČNHL             | 2.     | 12 | 3.  |                                                                 | 3.       |                |
| 1979/1980                    | 1. ČNHL – sk. A     | 2.     | 12 | 1.  |                                                                 | 1.       | Finále         |
| 1980/1981                    | 1. ČNHL – sk. A     | 2.     | 12 | 1.  |                                                                 | 1.       | Finále         |
| 1981/1982                    | 1. ČNHL – sk. A     | 2.     | 12 | 2.  |                                                                 | 2.       | Finále         |
| 1982/1983                    | 1. ČNHL – sk. A     | 2.     | 12 | 1.  |                                                                 | 1.       | Finále         |
| 1983/1984                    | 1. ČNHL             | 2.     | 12 | 10. |                                                                 | 10.      |                |
| 1984/1985                    | 1. ČNHL             | 2.     | 12 | 8.  |                                                                 | 8.       |                |
| 1985/1986                    | 1. ČNHL             | 2.     | 12 | 6.  |                                                                 | 6.       |                |
| 1986/1987                    | 1. ČNHL             | 2.     | 12 | 11. |                                                                 | 11.      | O udržení      |
| 1987/1988                    | 1. ČNHL             | 2.     | 12 | 12. |                                                                 | 12.      | O udržení      |
| 1988/1989                    | 2. ČNHL – sk. B     | 3.     | 8  | 1.  |                                                                 | 1.       | Finále         |
| 1989/1990                    | 2. ČNHL – sk. B     | 3.     | 8  | 5.  |                                                                 | 5.       |                |
| 1990/1991                    | 2. ČNHL – sk. B     | 3.     | 10 | 1.  | Semifinálová skupina (3. místo)                                 | 1.       |                |
| 1991/1992                    | 2. ČNHL – sk. A     | 3.     | 8  | 3.  |                                                                 | 3.       |                |
| 1992/1993                    | 2. ČNHL – sk. C     | 3.     | 8  | 1.  |                                                                 | 1.       | Postup         |
| Česko (1993 – )              |                     |        |    |     |                                                                 |          |                |
| Ročník                       | Soutěž              | Úroveň | PK | ZČ  | Play-off                                                        | Cel. um. | Pozn.          |
| 1993/1994                    | 1. liga             | 2.     | 14 | 5.  | Semifinále (prohra 0:3 na zápasy s HC Zbrojovka Vsetín)         | 4.       |                |
| 1994/1995                    | 1. liga             | 2.     | 14 | 9.  | Čtvrtfinále (prohra 1:3 na zápasy s HC Kometa Brno)             | 8.       |                |
| 1995/1996                    | 1. liga             | 2.     | 14 | 8.  | Předkolo (prohra 1:2 na zápasy s HK Kaučuk Kralupy nad Vltavou) | 10.      |                |
| 1996/1997                    | 1. liga             | 2.     | 14 | 12. | Ne                                                              | 12.      | Prodej licence |
| 1997/1998                    | 2. liga – sk. Západ | 3.     | 16 | 12. | Ne                                                              | 12.      |                |
| 1998/1999                    | 2. liga – sk. Západ | 3.     | 18 | 1.  | Semifinále (výhra 2:1 na zápasy nad HC Ytong Brno)              | 1.       | Baráž          |
| 1999/2000                    | 2. liga – sk. Západ | 3.     | 20 | 2.  | Finále (výhra 2:0 na zápasy nad HK Kralupy nad Vltavou)         | 1.       | Baráž          |
| 2000/2001                    | 1. liga             | 2.     | 14 | 12. | Ne                                                              | 13.      | Baráž          |
| 2001/2002                    | 1. liga             | 2.     | 14 | 6.  | Čtvrtfinále (prohra 2:4 na zápasy s HC Dukla Jihlava)           | 6.       |                |
| 2002/2003                    | 1. liga             | 2.     | 14 | 6.  | Čtvrtfinále (prohra 2:3 na zápasy s KLH Chomutov)               | 6.       |                |
| 2003/2004                    | 1. liga             | 2.     | 14 | 4.  | Semifinále (prohra 0:3 na zápasy s HC Berounští Medvědi)        | 4.       |                |
| 2004/2005                    | 1. liga             | 2.     | 14 | 2.  | Finále (prohra 0:3 na zápasy s HC České Budějovice)             | 2.       |                |
| 2005/2006                    | 1. liga             | 2.     | 14 | 1.  | Finále (výhra 3:1 na zápasy nad BK Mladá Boleslav)              | 1.       | Baráž          |
| 2006/2007                    | 1. liga             | 2.     | 14 | 2.  | Finále (výhra 3:2 na zápasy nad KLH Chomutov)                   | 1.       | Postup         |
| 2007/2008                    | Extraliga           | 1.     | 14 | 14. | Ne                                                              | 14.      | Baráž          |
| 2008/2009                    | 1. liga             | 2.     | 16 | 1.  | Finále (výhra 4:2 na zápasy nad HC Kometa Brno)                 | 1.       | Baráž          |
| 2009/2010                    | 1. liga             | 2.     | 16 | 1.  | Finále (prohra 3:4 na zápasy s KLH Chomutov)                    | 2.       |                |
| 2010/2011                    | 1. liga             | 2.     | 16 | 1.  | Finále (výhra 4:0 na zápasy nad KLH Chomutov)                   | 1.       | Baráž          |
| 2011/2012                    | 1. liga             | 2.     | 14 | 1.  | Finále (prohra 3:4 na zápasy s Piráti Chomutov)                 | 2.       |                |
| 2012/2013                    | 1. liga             | 2.     | 14 | 3.  | Semifinále (prohra 0:4 na zápasy s HC Olomouc)                  | 3.       |                |
| 2013/2014                    | 1. liga             | 2.     | 14 | 10. | Ne                                                              | 10.      | sk. o udr.     |
| 2014/2015                    | 1. liga             | 2.     | 14 | 10. | Čtvrtfinále (prohra 2:4 na zápasy s Piráti Chomutov)            | 8.       |                |
| 2015/2016                    | 1. liga             | 2.     | 14 | 8.  | Semifinále (prohra 1:4 na zápasy s HC Dukla Jihlava)            | 4.       |                |
| 2016/2017                    | 1. liga             | 2.     | 14 | 6.  | Čtvrtfinále (prohra 0:4 na zápasy s Rytíři Kladno)              | 6.       |                |
| 2017/2018                    | 1. liga             | 2.     | 14 | 12. | Ne                                                              | 12.      |                |
| 2018/2019                    | 1. liga             | 2.     | 15 | 14. | Ne                                                              | 14.      |                |
| 2019/2020                    | 1. liga             | 2.     | 16 | 14. | Ne                                                              | 14.      |                |
| 2020/2021                    | 1. liga             | 2.     | 18 | 12. | Předkolo (Prohra 1:3 na zápasy s VHK ROBE Vsetín)               | 12.      |                |
| 2021/2022                    | 1. liga             | 2.     | 17 | 13. | Play-down (Prohra 1:4 na zápasy s Draci Šumperk)                | 14.      | Sestup         |
| 2022/2023                    | 2. liga – sk. Západ | 3.     | 16 | 3.  | Osmifinále (Prohra 2:3 na zápasy s HC Stadion Vrchlabí)         | 5.       |                |
| 2023/2024                    | 2. liga – sk. Západ | 3.     | 16 | 8.  | Předkolo (Prohra 1:2 na zápasy s HC Benátky nad Jizerou)        | 10.      |                |
| 2024/2025                    | 2. liga – sk. Západ | 3.     | 14 | 8.  | Osmifinále (Prohra 0:3 na zápasy s HC Tábor)                    | 8.       |                |

### Přehled kapitánů a trenérů v jednotlivých sezónách
| Sezóna    | Soutěž              | Kapitán         | Trenéři                                                                                        |
| --------- | ------------------- | --------------- | ---------------------------------------------------------------------------------------------- |
| 1993/1994 | 1. liga             | Karel Chládek   | Jaroslav Holman                                                                                |
| 1994/1995 | 1. liga             |                 | Jaroslav Holman, Jiří Hurych                                                                   |
| 1995/1996 | 1. liga             | Zdeněk Nikl     | Jiří Hurych                                                                                    |
| 1996/1997 | 1. liga             | Zdeněk Nikl     | Jiří Hurych                                                                                    |
| 1997/1998 | 2. liga – sk. Západ |                 | Jiří Hurych                                                                                    |
| 1998/1999 | 2. liga – sk. Západ |                 | Josef Horešovský, Jiří Hurych                                                                  |
| 1999/2000 | 2. liga – sk. Západ | Martin Čmerda   | Josef Horešovský, Jiří Hurych                                                                  |
| 2000/2001 | 1. liga             | Martin Čmerda   | Josef Horešovský, Jiří Hurych – Milan Hejduk st., Jaroslav Holmann – Jiří Vrba – Zdeněk Müller |
| 2001/2002 | 1. liga             | Daniel Tvrzník  | Zdeněk Müller, Radomír Mikeš                                                                   |
| 2002/2003 | 1. liga             | Daniel Tvrzník  | Jindřich Setikovský                                                                            |
| 2003/2004 | 1. liga             | Daniel Hodek    | Jindřich Setikovský                                                                            |
| 2004/2005 | 1. liga             | Daniel Hodek    | Pavel Hynek, Vít Borůvka                                                                       |
| 2005/2006 | 1. liga             | Milan Antoš     | Pavel Hynek, Vít Borůvka, Vladimír Evan                                                        |
| 2006/2007 | 1. liga             | Milan Antoš     | Pavel Hynek, Vladimír Evan – Vladimír Evan, Miroslav Mach                                      |
| 2007/2008 | Extraliga           | Václav Novák    | Vladimír Evan, Miroslav Mach – Jan Votruba, Miroslav Mach, Vladimír Evan                       |
| 2008/2009 | 1. liga             | Jan Čaloun      | Miloslav Hořava, Jan Votruba                                                                   |
| 2009/2010 | 1. liga             | Jan Klobouček   | Petr Rosol, Milan Skrbek                                                                       |
| 2010/2011 | 1. liga             | Jan Klobouček   | Petr Rosol, Milan Skrbek                                                                       |
| 2011/2012 | 1. liga             | Jan Klobouček   | Petr Rosol, Milan Skrbek                                                                       |
| 2012/2013 | 1. liga             | Jaroslav Roubík | Jaromír Šindel, Jiří Mička                                                                     |
| 2013/2014 | 1. liga             | Milan Vobořil   | Jaromír Šindel, Tomáš Mareš – Milan Skrbek, Tomáš Mareš                                        |
| 2014/2015 | 1. liga             | Martin Vágner   | Milan Skrbek, Tomáš Mareš – Miroslav Mach, Tomáš Mareš                                         |
| 2015/2016 | 1. liga             | Martin Vágner   | Miroslav Mach, Tomáš Mareš                                                                     |
| 2016/2017 | 1. liga             | Martin Vágner   | Miroslav Mach, Tomáš Mareš                                                                     |
| 2017/2018 | 1. liga             | Martin Vágner   | Miroslav Mach, Tomáš Mareš – Tomáš Mareš, Vladimír Machulda                                    |
| 2018/2019 | 1. liga             |                 | Jan Čaloun, Vladimír Machulda – Tomáš Mareš, Martin Štěpánek                                   |
| 2019/2020 | 1. liga             |                 | Tomáš Mareš, Martin Štěpánek                                                                   |
| 2020/2021 | 1. liga             |                 | Miroslav Mach, Jiří Merta, Jaroslav Roubík                                                     |
| 2021/2022 | 1. liga             |                 | Miroslav Mach, Jiří Merta, Jaroslav Roubík                                                     |
| 2022/2023 | 2. liga – sk. Západ |                 | Jan Čaloun, Martin Štěpánek                                                                    |
| 2023/2024 | 2. liga – sk. Západ | Jakub Trefný    | Vladimír Růžička, Jiří Merta, Miroslav Kanis, Jaroslav Roubík                                  |
| 2024/2025 | 2. liga – sk. Západ | Tomáš Bernat    | Miroslav Kanis, Milan Buďa – Petr Rosol, Milan Buďa                                            |

## Významní hráči
- Pavel Janků
- David Pazourek
- Jan Čaloun
- Milan Antoš
- Jiří Zikmund
- Jan Klobouček
- Rastislav Špirko
- Tomáš Hertl
- Pavel Francouz
- Jan Alinč
- Roman Červenka
- Jan Kovář
- Jaroslav Roubík
- Robin Hanzl
- Dušan Salfický
- Zdeněk Orct
- Rok Pajič
- Robert Kysela
- Marek Hovorka
- Roman Málek
- Petr Rosol
- Milan Hejduk
- Čestmír Kodrle